# Viktor Robitsek
Viktor Robitsek (19. Mai 1877 in Wien – 10. Juni 1942 in Litzmannstadt) war ein österreichischer Geiger und langjähriges Mitglied der Wiener Philharmoniker. Er und seine Ehefrau wurden von den deutschen Behörden während des NS-Regimes im Zuge der Shoah drangsaliert, verhaftet, deportiert und ermordet.

## Leben, Werk
Von 1887 bis 1897 studierte er mit Unterbrechung am Konservatorium der Gesellschaft der Musikfreunde in Wien, der heutigen Universität für Musik und darstellende Kunst. Sein Lehrer war Joseph Hellmesberger jun., Soloviolinist und Konzertmeister der Hofoper sowie Hofkapellmeister.
Am 1. November 1902 trat er in das Hofopernorchester und ins Orchester der Wiener Philharmoniker ein. Er heiratete Elsa Robitsek, geboren am 10. Juni 1880. Im Jahre 1914 trat er aus der Israelitischen Kultusgemeinde aus, danach war er konfessionslos. Am 23. März 1938, nach 35 Dienstjahren im Orchester der Staatsoper und bei den Wiener Philharmonikern, wurde er schriftlich von der Direktion der Staatsoper über seine Zwangsbeurlaubung in Kenntnis gesetzt. Er wurde mit Wirkung vom 1. Juli 1938 zwangspensioniert und im Dezember 1938 nachträglich gekündigt. Er musste sich entscheiden zwischen Verzicht auf die Abfertigung oder Kürzung des Ruhegenusses um ein Viertel. Der Demütigung durch Kündigung und widerrechtliche Reduktion von Abfertigung und/oder Pension folgte die Demütigung des Verlustes der eigenen Wohnung in der Königsklostergasse 7 im 6. Wiener Gemeindebezirk. Mehrfach musste das Ehepaar Robitsek übersiedeln – im Dezember 1940 in die Wipplingerstraße 32, am 1. Oktober 1941 in die Peter-Jordan-Straße und ab 22. Oktober 1941 in die Alserstraße 21.
Am Tag vor der Deportation intervenierte Wilhelm Jerger, Vorstand der Philharmoniker in den NS-Jahren, vergeblich zu seinem Gunsten. Am 28. Oktober 1941 wurden Viktor Robitsek und Ehefrau verhaftet und in das Ghetto Litzmannstadt verschleppt. Am 20. Mai 1942 kam seine Frau um, drei Wochen später er selbst. Er zählte zu den  sieben Philharmonikern, die im Zuge der Shoah ermordet wurden.
Vor dem Haus Königsklostergasse 7 wurde für Else und Viktor Robitsek ein Stein des Gedenkens verlegt.